# Orectognathus howensis
Orectognathus howensis é uma espécie de formiga do gênero Orectognathus, pertencente à subfamília Myrmicinae.